# 快速切換使用者
快速用户切换是一些现代的多用户操作系统（如Windows和Mac OS X，Linux）的一个特点。 它可以让PC用户无需退出应用程序或注销帐户就可以进行用户切换。类似的功能首先是由它支持多个虚拟控制台的Xenix的操作系统上开发的消费级硬件。Linux，BSD和其他大多数的PC Unix系统采用虚拟终端，并进一步开发了用户界面，包括允许用户有选择地运行单独的图形X Window系统会话。
很多Linux/BSD桌面环境，比如GNOME或KDE，支持快速用户切换。
Windows XP以後的Windows支援快速使用者切換。